# IBF Falun
IBK Dalen ist ein schwedischer Unihockeyverein aus Falun. Sowohl die Herren als auch die Damen spielen in der Svenska Superligan, der höchsten Spielklasse Schwedens.

## Geschichte
IBF Falun wurde 1993 gegründet. Der Verein verfügt sowohl über eine Herren- wie auch eine Damenabteilung. Beide ersten Mannschaften der jeweiligen Abteilung spielten zeitweise zeitgleich in der höchsten schwedischen Spielklasse, der Svenska Superligan. Die Herrenabteilung von Falun gehört zu den erfolgreichsten Teams weltweit, sie wurde insgesamt siebenmal schwedischer Meister und gewann fünfmal die höchste Trophäe im Unihockey, den Champions Cup. Die Damen sind noch titellos, obwohl sie insgesamt deutlich mehr Saisons auf dem höchsten Niveau gespielt haben als die Herren.

### Ligazugehörigkeit
Platzierung in Klammern (reguläre Saison/ggf. Playoffs), Meisterschaften fett markiert
| Saison    | Herren                    | Damen                     |
| --------- | ------------------------- | ------------------------- |
| 1993/1994 |                           | Division 1 (1)            |
| 1994/1995 | Division 1 (7) ▲          | Division 1 (1)            |
| 1995/1996 | Elitserien (12) ▼         | Division 1 (1)            |
| 1996/1997 |                           | Division 1 (1) ▲          |
| 1997/1998 |                           | Elitserien (2/F)          |
| 1998/1999 |                           | Elitserien (2/F)          |
| 1999/2000 |                           | Elitserien (4/VF)         |
| 2000/01   |                           | Elitserien (2/F)          |
| 2001/02   |                           | Elitserien (1/HF)         |
| 2002/03   |                           | Elitserien (3/HF)         |
| 2003/04   | Division 1 (1) ▲          | Elitserien (4/VF)         |
| 2004/05   | Elitserien (9)            | Elitserien (1/VF)         |
| 2005/06   | Elitserien (8/HF)         | Elitserien (3/HF)         |
| 2006/07   | Elitserien (9)            | Elitserien (2/HF)         |
| 2007/08   | Svenska Superligan (5/VF) | Elitserien (5/VF)         |
| 2008/09   | Svenska Superligan (7/VF) | Elitserien (4/F)          |
| 2009/10   | Svenska Superligan (8/VF) | Elitserien (5/HF)         |
| 2010/11   | Svenska Superligan (6/HF) | Elitserien (8/VF)         |
| 2011/12   | Svenska Superligan (3/HF) | Elitserien (5/VF)         |
| 2012/13   | Svenska Superligan (2/M)  | Svenska Superligan (7/VF) |
| 2013/14   | Svenska Superligan (1/M)  | Svenska Superligan (8/VF) |
| 2014/15   | Svenska Superligan (2/M)  | Svenska Superligan (12)   |
| 2015/16   | Svenska Superligan (2/HF) | Svenska Superligan (14) ▼ |
| 2016/17   | Svenska Superligan (1/M)  | Allsvenskan (2)           |
| 2017/18   | Svenska Superligan (2/F)  | Allsvenskan (1)           |
| 2018/19   | Svenska Superligan (2/F)  | Allsvenskan (2)           |
| 2019/20   | Svenska Superligan (1)    | Allsvenskan (1) ▲         |
| 2020/21   | Svenska Superligan (3/M)  | Svenska Superligan (11)   |
| 2021/22   | Svenska Superligan (1/M)  | Svenska Superligan (6/VF) |
| 2022/23   | Svenska Superligan (1/F)  | Svenska Superligan (4/HF) |
| 2023/24   | Svenska Superligan (2/HF) | Svenska Superligan (5/VF) |

## Stadion
Seine Heimspiele trägt der Verein in der JALAS Arena aus.

## Erfolge
Herren
- SSL: 2013, 2014, 2015, 2017, 2020, 2021, 2022
- Champions Cup: 2013, 2014, 2015, 2017, 2023

## Trainer
Männer
2013–jetzt Thomas Brottmann
Damen
2016–jetzt Henrik Rullander